# 基耶维
基耶维（法語：Quiévy，法語發音：[kjevi]）是法国上法蘭西大區北部省的一个市镇，属于康布雷区。

## 地理
基耶维（50°9'58"N, 3°25'39"E）面积6.86 平方千米，位于法国上法蘭西大區北部省，该省份为法国最北部的省份及最长的省份，西北濒北海，西接加来海峡省，南至埃纳省和索姆省，东与比利时接壤。
与基耶维接壤的市镇（或旧市镇、城区）包括：圣伊莱尔莱康布雷、维耶利、贝唐库尔、贝维莱尔。

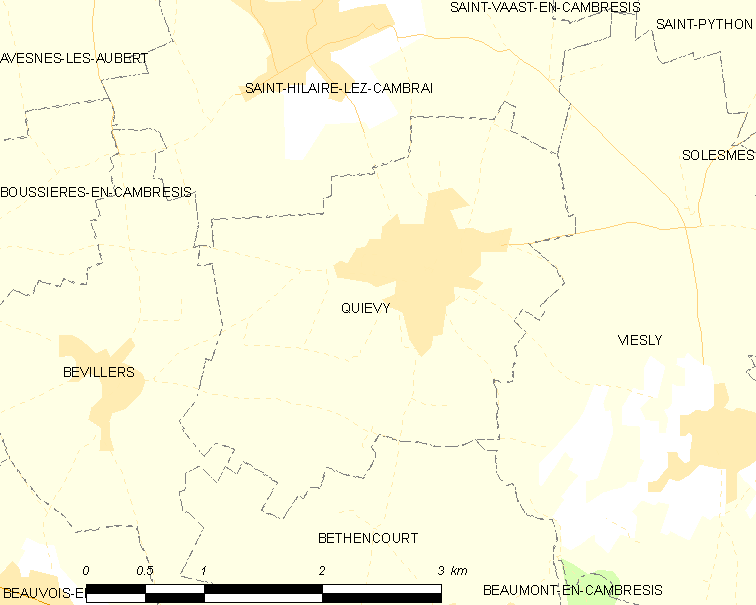
基耶维的OSM定位图

基耶维的时区为UTC+01:00、UTC+02:00（夏令时）。

## 行政
基耶维的邮政编码为59214，INSEE市镇编码为59485。

## 政治
基耶维所属的省级选区为科德里县。

## 人口

1962-2008年间基耶维人口变化图示

基耶维于2022年1月1日时的人口数量为1800人。